# Lavinia
Pour les articles homonymes, voir Lavinia (homonymie).
Dans la mythologie romaine, Lavinia ou Lavinie (ou Lavine dans Le Roman de Brut) est la fille de Latinus (roi des Latins) et d'Amata. 

## Famille
Selon la tradition majoritaire, Lavinia est la fille du roi des Latins Latinus et de son épouse Amata.
Selon une version mineure, Lavinia (ou Launa) est une fille d'Anios, roi et devin de l'île de Délos. Comme son père, elle avait le don de prophétie et du mariage avec Énée naquit un fils nommé Anios comme son grand-père,.

## Mythe
La princesse Lavinia était la fiancée de Turnus avant l'arrivée des Troyens dirigés par Énée sur les côtes du Latium. Selon la tradition romaine reprise par Virgile, Lavinia était sur le point d'épouser Énée, ce qui provoqua la colère de Turnus qui, profitant d'un incident mineur — la mort d'un cerf (ou d'une biche) sacré tué par Ascagne — provoqua entre les deux peuples un conflit où lui-même devait trouver la mort. Selon des traditions anciennes vivaces chez les Romains, Lavinia mit au monde un fils posthume du héros, nommé Silvius. L’Énéide le nomme de la même façon. Ascagne céda alors la ville de Lavinium, fondée par son père, à sa belle-mère qui s'était réfugiée auprès de Tyrrhus par peur d'Ascagne et fonda la ville d'Albe la Longue. C'est son demi-frère Silvius qui lui succéda, Ascagne n'ayant pas d'enfant.

## Postérité

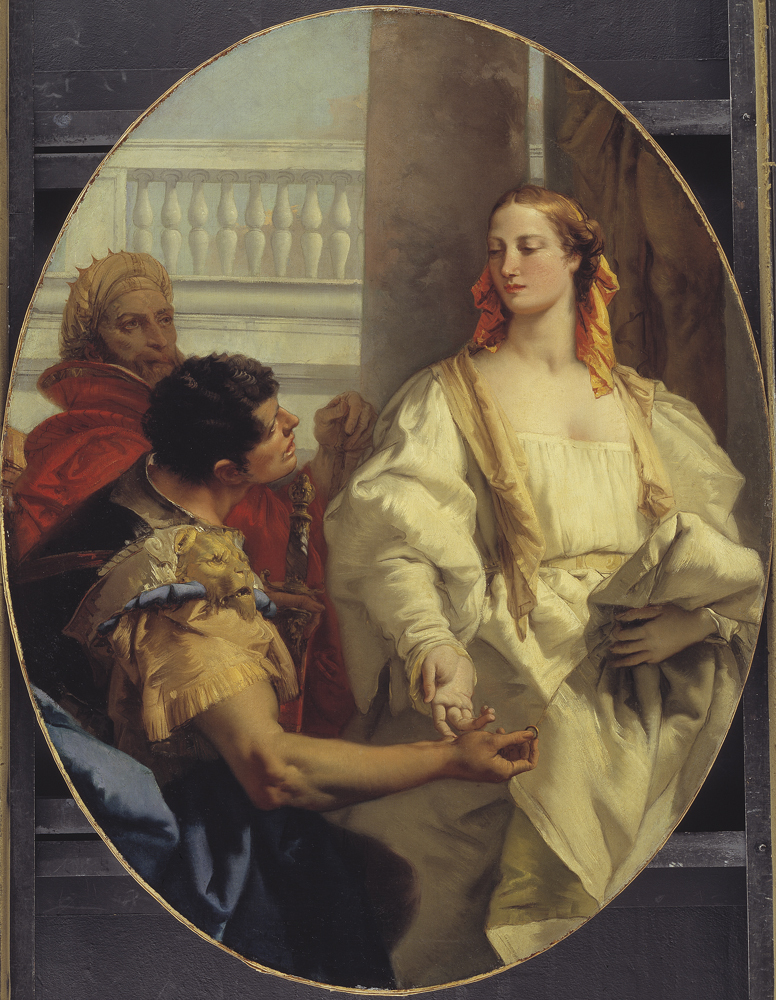
Latinus offrant sa fille Lavinia à Enée en mariage
Giambattista Tiepolo, 1753-1754
Statens Museum for Kunst, Copenhague

### Musique
Le compositeur Pascal Collasse crée en 1690 un opéra Énée et Lavinie, sur un livret de Fontenelle.

### Littérature
L'écrivaine américaine Ursula K. Le Guin publie en 2009 le roman Lavinia, où l'ombre de Lavinia relate sa vie, en se démarquant de ce qu'a écrit Virgile dans l’Énéide. Elle est également citée dans La Divine Comédie au rang du premier cercle des Enfers, lieu où vont les vertueux non baptisés.